# Kafar
Kafar [pronunciación en polaco: /ˈkafar/] es un pueblo ubicado en el distrito administrativo de Gmina Grabica, dentro del Distrito de Piotrków, Voivodato de Łódź, en Polonia central. Se encuentra aproximadamente a 8 kilómetros al sureste de Grabica, a 8 kilómetros al norte de Piotrków Trybunalski, y a 38 kilómetros al sur de la capital regional Łódź.